# 大館市立矢立小学校
大館市立矢立小学校（おおだてしりつ やたてしょうがっこう）は、秋田県大館市白沢にある公立小学校。

## 沿革
- 1874年（明治7年）
  - 12月10日 - 文部省（現：文部科学省）より、設立認可。
  - 12月24日 - 白沢学校として設立。
- 1887年（明治20年）
  - 4月1日 - 日景学校柏田分校を併合し、白沢尋常小学校に改称。
  - 6月5日 - 伊勢堂下65番地に校舎増改築。
- 1889年（明治22年）4月 - 白沢簡易小学校に改称。
- 1891年（明治24年）7月2日 - 白沢尋常小学校に再改称。
- 1892年（明治25年）8月17日 - 本校校舎を大字粕田字道ノ上7番地に移転、分校校舎を大字長走字柵下1番地に移転。
- 1901年（明治3年）4月1日　- 矢立尋常高等小学校に改称。
- 1902年（明治35年）2月13日 - 長走分校が長走小学校として独立。
- 1903年（明治36年）4月8日 - 白沢分教場を字伊勢堂下の元役場庁舎に移転。
- 1905年（明治38年）
  - 4月1日 - 校舎を大字白沢字大台76番地（地名改正で大字白沢字白沢1149番地・現在地）に移転。
  - 日付不明 - 白沢分教場廃止。
- 1910年（明治43年）7月12日 - 新校舎落成。
- 1941年（昭和16年）4月1日 - 国民学校令により、矢立国民学校に改称。
- 1947年（昭和22年）4月1日 - 学校教育法（旧法）施行により、矢立村立矢立小学校に改称。
- 1955年（昭和30年）3月1日 - 町村合併により、花矢町立矢立小学校に改称。
- 1967年（昭和42年）12月21日 - 花矢町が大館市に合併されたため、大館市立矢立小学校に改称。
- 1989年（平成元年） - この年から翌年にかけて、新校舎建設[1]。
- 1990年（平成2年） - 新屋内運動場建設[1]。
- 1991年（平成3年）4月1日 - 長走小学校を併合。

## 通学区域と進学先中学校
出典

### 通学区域
- 粕田（1区・2区）
- 中羽立
- 清水川
- 岩本
- 橋桁
- 白沢（1区・2区・3区）
- 寺ノ沢
- 松原
- 長走
- 陣場（1区・2区）
- 日景温泉

### 進学先中学校
- 大館市立北陽中学校

## 周辺
- 秋田県道68号白沢田代線
  - 国道7号 - 秋田県道68号白沢田代線からの間接接続
- 大館市役所矢立出張所
- 社会福祉法人大館市社会福祉事業団矢立保育所 - 進学前保育所のひとつ
- 白沢集会所
- 白沢郵便局

## アクセス
- JR奥羽本線白沢駅から、徒歩約820m・約14分。
- 秋北バス
  - 岩本経由北陽中学校線「矢立小学校前」バス停下車後、徒歩約170m・約2分。
  - 陣場線・矢立ハイツ線「白沢」バス停下車後、徒歩約950m・約16分。
- 大館市役所から、車で約9.5km・約14分。

## 参考資料
- 『大館市史』第三巻下656頁「終戦と町・村」の矢立小学校の項。